# Camponotus kosswigi
Camponotus kosswigi är en myrart som beskrevs av Horace Donisthorpe 1950. Camponotus kosswigi ingår i släktet hästmyror, och familjen myror. Inga underarter finns listade.